# Eardwulf (évêque de Rochester)
Pour les articles homonymes, voir Eardwulf.
Eardwulf est un prélat anglo-saxon du milieu du VIIIe siècle. Il est évêque de Rochester de 747 à sa mort, survenue entre 765 et 772.
Il subsiste une lettre adressée à l'archevêque de Mayence Lull par Eardwulf et son homonyme, le roi de Kent Eardwulf.